# Acacia declinata
Acacia declinata é uma espécie de leguminosa do gênero Acacia, pertencente à família Fabaceae.